# Enatimene
Enatimene là một chi ốc biển, là động vật thân mềm chân bụng sống ở biển thuộc họ Muricidae, họ ốc gai.

## Các loài
Các loài thuộc chi Enatimene bao gồm:
- Enatimene bassetti (Houart, 1998)[2]
- Enatimene lanceolatus Houart, 2004[3]
- Enatimene simplex (Hedley, 1903)[4]